# 麥耶斯家的聖誕節
《麥耶斯家的聖誕節》（英語：Almost Christmas）是一部2016年美國聖誕喜劇片，由大衛·E·塔爾伯特執導和撰寫劇本。電影主演包括金柏莉·艾莉絲、丹尼·葛洛佛、莫妮克、妮可·艾瑞·派克、蓋柏莉·尤恩、歐瑪·艾普、約翰·邁克·希金斯、羅瑪尼·麥柯與傑西·亞瑟。該片於2016年11月11日在北美正式上映。

## 劇情
故事敘述一位退休的汽車工程師在一年前失去了他的妻子。現在，在聖誕節的到來，他邀請他的四個成年子女和其他家庭成員，來家中參加慶祝節日的活動。他們待在同一屋簷下，這將會發生真正的聖誕奇蹟。

## 發行
官方將電影定於2016年11月11日在美國上映。2016年4月14日，首支預告片釋出。

### 評價
電影獲得兩極的評價。爛番茄基於60篇評論，持有的新鮮度僅52%，平均得分5.4／10。Metacritic基於27篇評論，獲得55分。根據CinemaScore調查，觀眾的平均評價於A+至F間約落在「A-」。

### 票房
美國首週末獲得的票房為1560萬美元，位居當週第四。

## 外部連結
- 官方網站
- 互联网电影数据库（IMDb）上《麥耶斯家的聖誕節》的资料（英文）
- Box Office Mojo上《麥耶斯家的聖誕節》的資料（英文）
- 開眼電影網上《麥耶斯家的聖誕節》的資料（繁體中文）